# Biel (Saragossa)
|  | Aquest article tracta sobre la localitat aragonesa. Vegeu-ne altres significats a «Biel/Bienne». |

|  | Aquest article tracta sobre la localitat eslovaca. Vegeu-ne altres significats a «Biel (Eslovàquia)». |

Biel (durant un temps conegut com a Biel-Fuencalderas) és una localitat i municipi d'Aragó, en la comarca de les Cinc Viles, en la província de Saragossa, situat a la vora del riu Arba de Biel, pertanyent al partit judicial d'Eixea al nord-oest de la província de Saragossa, a 96 km de Saragossa.
El seu terme municipal inclou la localitat de Fuencalderas.